# Rue Alfred-Durand-Claye
La rue Alfred-Durand-Claye est une voie du 14e arrondissement de Paris, en France.

## Situation et accès
La rue Alfred-Durand-Claye est une voie publique située dans le 14e arrondissement de Paris. Elle débute au 2, rue Paturle et se termine au 231, rue Vercingétorix.

## Origine du nom
Elle porte le nom d'Alfred Durand-Claye (1841-1888) qui était ingénieur en chef du service de l'assainissement de Paris.

## Historique
Cette voie ouverte en 1887 prend le nom de « rue Durand-Claye » par un arrêté du 18 avril 1890 avant de devenir la « rue Alfred-Durand-Claye » en 1902.

## Bâtiments remarquables et lieux de mémoire
- no 12 : Émile Schuffenecker y vit et y héberge son ami Paul Gauguin en 1890 et 1891[2].
- no 20 : Paul Frankeur (1905-1974) y demeure avec ses parents dans sa jeunesse[3]